# Лоренцатико (Болоња)
Лоренцатико (итал. Lorenzatico) је насеље у Италији у округу Болоња, региону Емилија-Ромања.
Према процени из 2011. у насељу је живело 25 становника. Насеље се налази на надморској висини од 22 м.